# Hermann Pauly

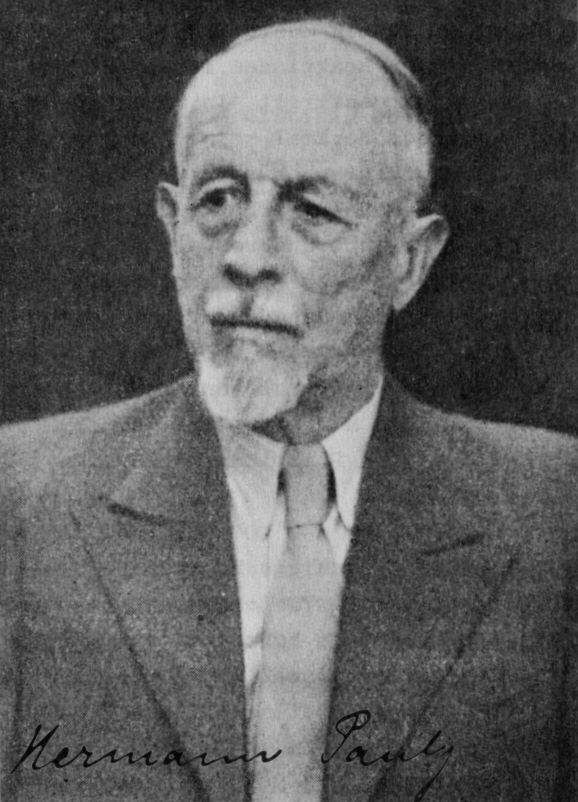
Hermann Pauly

Hermann Pauly (* 18. Juli 1870 in Deutz; † 31. Oktober 1950 in Würzburg) war ein deutscher Chemiker und Erfinder.

## Leben
Nach dem Abitur am Gymnasium Adolfinum Moers studierte Pauly Naturwissenschaften an der Hessischen Ludwigs-Universität, der Universität Leipzig und der Rheinischen Friedrich-Wilhelms-Universität Bonn. Nachdem er im Wintersemester 1889/90 Fuchs im Corps Lusatia Leipzig gewesen war, wurde er 1890 im Corps Teutonia Bonn aktiv. In Bonn verschrieb er sich der Chemie. Mit einer Doktorarbeit bei Richard Anschütz wurde er 1894 zum Dr. phil. promoviert.
Danach für kurze Zeit bei der Schering AG in Berlin, ging er als wissenschaftlicher Assistent zu Emil Fischer an der Friedrich-Wilhelms-Universität zu Berlin. Er wechselte als Unterrichtsassistent zu Rudolf Nietzki an der Universität Basel. Er kehrte nach Bonn zurück, wo er sich 1901 habilitierte. 1904 ging er zu Albrecht Kossel an der Ruprecht-Karls-Universität Heidelberg. Im selben Jahr betrieb er seine Umhabilitation an die Julius-Maximilians-Universität Würzburg, die 1909 zum a.o. Professor ernannte. Nachdem er 1912 ein eigenes Laboratorium erhalten hatte, wurde er 1918 zum o. Professor berufen. Zur Organischen Chemie und zur Physiologischen Chemie schrieb er 71 Publikationen. Von seinen 14 Patenten erlangten die Pauly-Reaktion und die Herstellung von Kunstseide aus Tetraamminkupfersulfat (Pauly-Seide, auch Cupro oder Kupferseide) besondere Bedeutung. 1922 wurde er Corpsschleifenträger der Lusatia Leipzig (1922). Sie verlieh ihm am 3. November 1929 das Band.
Er war mit Maria von Mosengeil, Tochter von Karl von Mosengeil, verheiratet.

## Ehrungen
- Dr. med. h. c. der Universität Würzburg (1932)
- Ehrenmitglied des Corps Teutonia Bonn